# Dorel Simion
Dorel Simion (Bucarest, 13 febbraio 1977) è un ex pugile rumeno.
È fratello di Marian Simion, anch'egli pugile medagliato alle Olimpiadi.

## Palmarès

### Olimpiadi
- 1 medaglia:
  - 1 bronzo (Sydney 2000 nei pesi welter)

### Mondiali dilettanti
- 1 medaglia:
  - 1 oro (Budapest 1997 nei pesi superleggeri)

### Europei dilettanti
- 1 medaglia:
  - 1 oro (Minsk 1998 nei pesi superleggeri)